# Jean-Louis Cheminée
Pour les articles homonymes, voir Cheminée.
Jean-Louis Cheminée, né le 7 mars 1937 à Rouillé et mort le 15 octobre 2003 à Chevilly-Larue dans le Val-de-Marne (France), est un volcanologue français, écrivain et directeur de recherche au CNRS,.

## Biographie
La carrière scientifique de Jean-Louis Cheminée débute en 1963 au Laboratoire de géologie de l'École normale supérieure (ENS). Il travaille et se forme aux côtés d'Haroun Tazieff avec lequel il étudie la radioactivité des laves et les émissions gazeuses des volcans italiens. En 1967, il met sur pied une série d'expéditions afin d'étudier le volcanisme dans les Afars, à Djibouti et en Éthiopie, au nord-est du rift africain. Dès 1968, il se passionne pour le volcan Erta Ale et son lac de lave permanent qui ne cessera de le fasciner jusqu'à la fin de sa vie.
En 1973, il soutient sa thèse Contribution à l'étude des comportements du potassium, de l'uranium et du thorium dans l'évolution des magmas. En 1980, il rejoint l'Institut de physique du globe de Paris (IPGP). Il est également chargé de recherches au Centre national de la recherche scientifique (CNRS) détaché à l'IPGP, le directeur des observatoires volcanologiques de l'Institut, le président de l'Organisation mondiale des observatoires volcanologiques et le premier vice-président du Comité national français de géodésie et géophysique (CNFGG). Tout au long de sa carrière, il a activement contribué aux réseaux de surveillance volcanologique modernes au niveau mondiale,.
En mars 2003, quelques mois avant sa mort, il organise sa dernière mission internationale du volcan éthiopien, mais il renonce cependant à accompagner l'expédition. Son nom est aussi largement associé à la création de la Maison du volcan qui devient en 2011 la Cité du Volcan à La Réunion.
Il meurt le 15 octobre 2003 d'un cancer du poumon. Sa maladie est probablement due aux effets de l'amiante.